# 32 Old Slip
32 Old Slip, còn được biết đến với tên gọi One Financial Square, là một tòa nhà cao tầng nằm ở quận Tài chính, thành phố New York. Tòa nhà được xây hoàn thành năm 1987, có 36 tầng và cao khoảng 575 ft 0 in (175,26 m). Tòa nhà là trụ sở chính của công ty Convene, tập đoàn Bất động sản toàn cầu AIG, Goldman Sachs, Văn phòng Khu vực New York của Cục Thống kê Dân số Hoa Kỳ, và những vọng gác tầng trệt của đội máy số 4 và đội thang số 15, thuộc Sở Cứu hỏa Thành phố New York (FDNY).

## Lịch sử
Ban đầu vị trí tòa nhà xây dùng để tổ chức Văn phòng Thí nghiệm Hoa Kỳ, nhà máy lọc vàng công cộng cuối cùng ở Hoa Kỳ. Nơi đây được sử dụng để làm tan chảy những đồng tiền và đốt những tờ tiền giấy bị hỏng. Năm 1983, Cục đúc tiền kim loại Hoa Kỳ đã bán đấu giá khối tài sản 42,176 feet vuông (3,918.3 m2). Khởi điểm đấu giá ở mức 3 triệu đô la Mỹ, nhà thầu giành chiến thắng là HRO International Ltd, một doanh nghiệp phát triển bất động sản ở New York với 27 triệu đô la Mỹ. Thương vụ trên còn được xác nhận là thương vụ chuyển nhượng bất động sản chính phủ giá trị từng bán đấu giá công khai. Tòa nhà Văn phòng Thí nghiệm đã bị phá dỡ năm 1896.
Năm 1987 HRO cho xây dựng tòa nhà cao 36 tầng như bây giờ, đặt tên là Quảng trường Tài chính bất động sản 23-43 Old Slip. Tập đoàn Paramount đã mua lại tòa nhà bất động với giá 135 triệu đô la Mỹ năm 1995, rồi bán cho Beacon Capital Partners tháng 8 năm 2007 với giá 751 triệu đô la Mỹ, một trong những giá chuyển nhượng kỷ lục của một tòa nhà văn phòng tại Lower Manhattan.
Giống như nhiều tòa nhà khác tại Lower Manhattan, 32 Old Slip đã hứng chịu mưa bão trong trận bão Sandy năm 2012. Trái ngược với phần lớn các tòa nhà trong khu vực, 32 Old Slip được thiết kế để chống lại một trận động đất mạnh, một phần làm cho cấu trúc tòa nhà giảm thiểu khả năng bị lụt lội. Trong vòng một năm giá thị trường của tòa nhà đã sụt giảm tới 21,6% (65.7 triệu đô la Mỹ). Năm 2013 một nỗ lực đổi mới bắt đầu nhằm cải thiện hệ thống chống lụt, máy bơm và đường ống để giữ gìn tốt hơn trong việc phòng ngừa những cơn bão trong tương lai.

## Kiến trúc

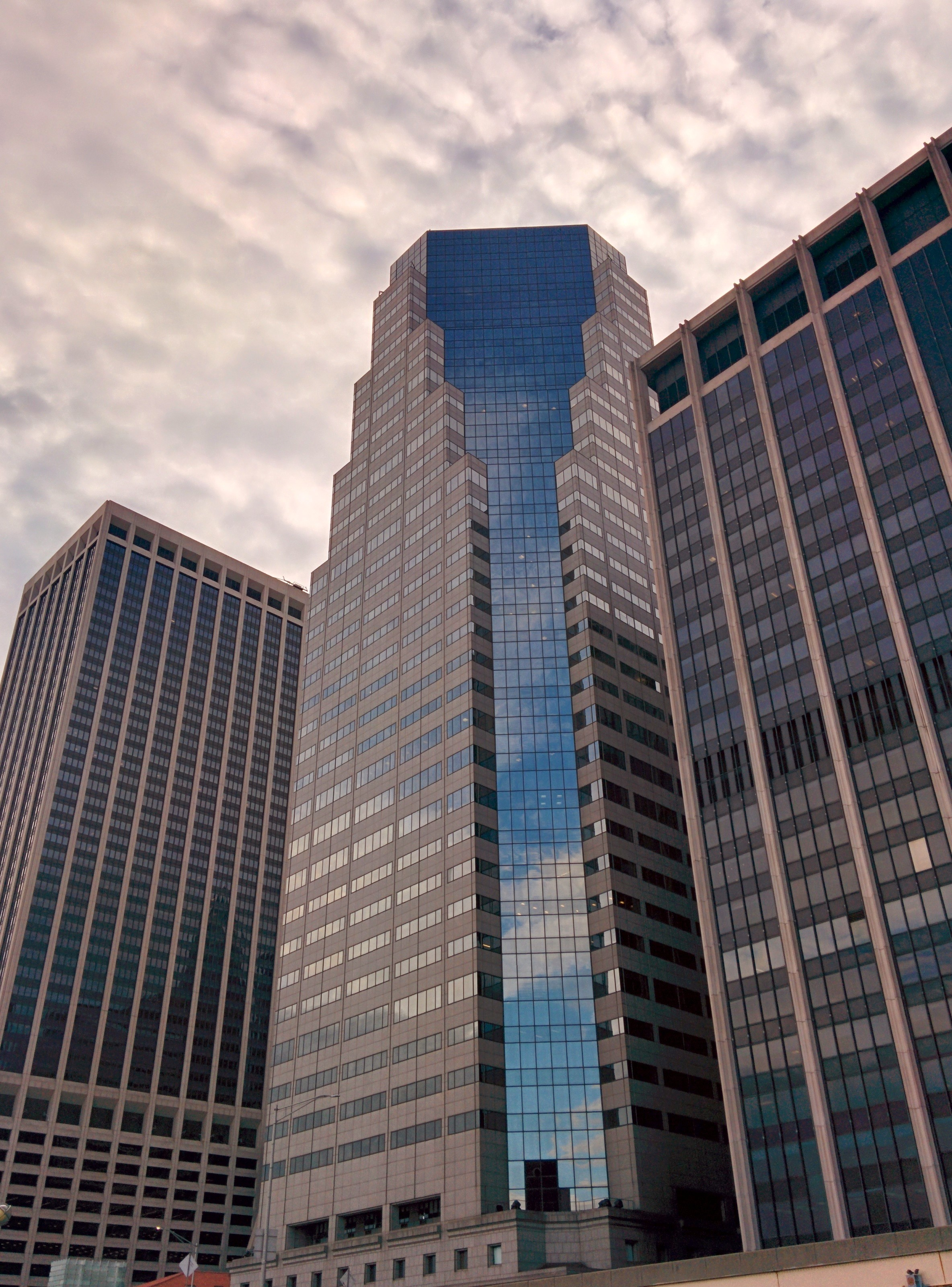
32 Old Slip nhìn từ Sông Đông

Tòa nhà được thiết kế theo lối kiến trúc Hậu Hiện đại. Bốn mặt đá hoa cương và mặt kính tráng bạc tạo nên phần nền móng, mở đường cho các kết cấu chuyển tiếp theo bậc, cuối cùng tạo nên mặt dựng thủy tinh hình bát giác.
Các kích thước sàn dao động từ 23.404 đến 38.750 feet vuông, tổng cộng 1.161.435 feet vuông có thể cho thuê. Các tầng được xây theo không gian nột thất không cột cùng sảnh cao 40 ft 0 in (12,19 m). Có 26 thang máy được sử dụng và một nhà để xe phía dưới tòa nhà. Mặt bằng ở hai bên cánh và đằng sau tòa nhà là một dãy cuốn tư nhân và quảng trường thành thị.